# Ендогенні процеси
Ендоге́нні проце́си (від грец. endon — всередині, грец. genos — походження — зумовлені внутрішніми причинами; також гіпогенні процеси) — геологічні процеси, пов'язані з енергією, яка виникає у надрах Землі, на відміну від екзогенних процесів, зумовлених енергією Сонця (сонячною радіацією, діяльністю живих організмів та ін.)

## Загальна інформація
До ендогенних процесів відносять тектонічні рухи земної кори, магматизм, метаморфізм, сейсмічну активність.
Зокрема, тектонічні рухи земної кори відіграють основну роль в орогенезі (утворенні гір).
Головними джерелами енергії ендогенних процесів є тепло і перерозподіл матеріалу у надрах Землі за густиною («гравітаційна диференціація»). Глибинне тепло Землі, на думку більшості вчених, має переважно радіоактивне походження. Радіоактивне тепло, знижуючи в'язкість матеріалу, сприяє його диференціації, а остання прискорює винос тепла до поверхні. Поєднання цих процесів веде до нерівномірності в часі виносу тепла і легкої речовини до поверхні, що, в свою чергу, може пояснити наявність в історії земної кори тектоно-магматичних циклів. Просторові нерівномірності тих же глибинних процесів пояснюють розділення земної кори на більш або менш геологічно активні області, напр. на геосинкліналі і платформи.
З ендогенними процесами пов'язане формування рельєфу Землі і утворення багатьох найважливіших корисних копалин.
Ендогенні геологічні процеси відбуваються у надрах Землі в умовах високих температур і тисків. Основне джерело енергії ендогенних процесів — внутрішня теплота Землі, яка генерується головним чином внаслідок ядерних та хімічних реакцій. Нерівномірний розподіл енергії у літосфері призводить в одних випадках до зміни складу, властивостей та структури мінералів і гірських порід (метаморфізму), а в інших — до плавлення порід з утворенням магми (анатексис). Величезна теплова енергія викликає рух окремих літосферних плит, в процесі якого змінюється просторове положення гірських порід, з'являються розриви і тріщини в земній корі. Це створює умови для переміщення речовини з одних зон Землі до інших. Магматичний розплав, що утворюється на глибині, по тектонічних тріщинах підіймається вгору, переносячи глибинну речовину до земної поверхні. Осадові породи, які є типовими поверхневими утвореннями, під час низхідних рухів земної кори опиняються в умовах великих глибин, де на них діють температура і тиск. Внаслідок цього вони частково або повністю переплавляються і перетворюються у магматичні розплави, з яких за певних умов утворюються магматичні породи. Серед основних процесів внутрішньої динаміки виділяються такі форми їхнього прояву, як тектонічні рухи, землетруси, магматизм та метаморфізм.
Ендогенні процеси мінералоутворення пов'язані в основному з глибокими частинами земної кори, де панують високі температури
(Т= 1200÷13000С) і великі тиски (3–8 тис. атм.).